# Ямато (государство)

государство Ямато (отмечено зелёным цветом)

Ямато (яп. 大和, «великая гармония, мир») — историческое государственное образование в Японии, которое возникло в районе Ямато (совр. префектура Нара) региона Кинки в III—IV веках. Существовало в течение одноимённого периода Ямато до VIII века, пока не было переименовано в 670 году в Ниппон  (яп. 日本) — «Японию».

## Происхождение
Вопрос происхождения государства Ямато весьма сложен, поскольку нет синхронных исторических письменных источников, которые засвидетельствовали бы его появление. О возникновении Ямато рассказывается в японских источниках начала VIII века. Многие предположения исследователей основываются на работах археологов. Последние ассоциируют возникновение и утверждение власти яматоских государей на Японских островах с распространением культуры курганов яматоского типа в период Кофун на большей части архипелага. Ряд исследователей старается связать становление государства Ямато с раннегосударственным образованием Яматай и его правительницей Химико, однако у этой гипотезы недостаточно аргументов.

## Название
Существуют разные предположения насчёт значения слова «Ямато», но достоверно оно неизвестно. Древние японцы не имели письменности до принятия китайской иероглифики, поэтому не смогли оставить потомкам объяснения названия их страны. С принятием иероглифов «Ямато» записывали знаком 倭 («карлик»), которым китайцы пренебрежительно обозначали жителей Японского архипелага, но с V—VI веков такое написание было заменено на более изысканное 大和 («великая гармония»). Наконец в 670 году официальное название государства и династии Ямато было изменено на «Ниппон» (яп. 日本, источник солнца»).
Несмотря на переименование, слово «Ямато» не вышло из обихода. Оно продолжало использоваться в средневековье и в новое время для обозначения «Японии» в первую очередь в частной переписке или религиозных обрядах синто. Для большинства японцев «Ямато» потеряло пренебрежительный оттенок древности, который придали ему китайцы. Оно стало поэтическим названием страны, наподобие названия «Русь» в России.

### Переименование
Если до VIII века японцы называли свою страну Ямато, то в 702 год впервые появляется топоним «Нихон», букв. «Корень солнца». Так назвал свою страну Авата-но Махито, в 702 году отправленный послом в танский Китай и произведший там большое впечатление своей образованностью («Махито любит читать канонические книги и исторические сочинения, пишет и толкует, манеры — превосходны»). Танская хроника также отмечает: «Япония — другое название Ямато. Эта страна находится там, где восходит солнце, и потому ей дали название Япония». При этом отмечается, что топоним Ямато японцам «не нравится».
Для китайских пространственных представлений наиболее характерна ориентация по оси север-юг, связанная с северным расположением обиталища обожествленной ипостаси первобытной единой субстанции, расположенной в виде звезды на северном небосклоне (кит. Тайи; яп. Тайицу), откуда и происходит управление Поднебесной. Сам же китайский император (земное воплощение Полярной звезды) должен был повелевать Поднебесной, будучи обращен лицом к югу. Что касается древней Японии, то здесь еще в период кофун последовательной системы ориентации курганов по сторонам света не прослеживается (хотя для китайской культуры ориентация гробниц по сторонам света имеет первостепенное значение). В «Кодзики» и «Нихон сёки» наиболее часто указываемыми направлениями являются восток и запад, т.е. основная горизонтальная ось мира проходит именно по этой линии, причем восток считался «счастливым» направлением, а запад — «несчастливым» (именно на западе располагалась «страна мертвых» — ёми-но куни). Первостепенное значение имеет противопоставление восток-запад и в синтоистском ритуале. 
Для переименования страны существовало несколько оснований. Во-первых, двор Ямато желал подчеркнуть, что отныне Китай имеет дело с обновленной страной, жизнь в которой устроена на цивилизованный манер (непосредственно перед визитом японского посольства был введен в действие законодательный свод «Тайхо: рицурё:»). Само новое название — «Присолнечная» (т.е. лежащая на востоке) — явно корреспондировало (как своим двухсоставным иероглифическим обозначением, так и принципом названия, исходящим из положения в пространстве) с самоназванием Китая — «Срединная страна», т.е. в акте переименования содержался «интернационализирующий», «цивилизующий» элемент. Во-вторых, сам акт переименования государства был призван подчеркнуть самостоятельность страны и ее независимость от Китая, поскольку те страны, правители которых получали инвеституру при дворе китайского императора, не имели права ни на введение собственного законодательства (скажем, Силла такого законодательства не имела), ни на использование собственных девизов правления, ни на несанкционированное изменение названия страны. Танский двор был вынужден согласиться с этим, хотя Япония, вероятно, и обязалась приносить дань раз в двадцать лет. И в-третьих, процесс упрочения позиций правящего рода в его ритуально-магической функции привел к повышению статуса его прародительницы — богини солнца Аматэрасу («светящая с неба»), в связи с чем вся солярная семантика (включая пространственную) приобретала особое значение. Достаточно отметить, что престолонаследник именовался «сыном солнца, сияющего высоко» (такатэрасу хи-но мико), а сам акт восхождения на престол описывался как «наследование небесному солнцу» (амацу хицуги). Согласно предположению Ёсида Такаси, название Нихон является фамилией правящего рода, принятой им в это время. По мнению Ёсида Такаси, эта фамилия представляет собой сокращение ритуальной формулы «страна, где восходит солнце, управляемая сыном солнца» (хи-но мико-но сирасу хи-но дэ-но куни). 
Согласно «Нихон сёки», легендарный первоимператор Дзимму так объясняет постигшее его временное поражение при покорении восточных земель: «Я — дитя Небесных богов, а сражаюсь с врагом, обратившись к солнцу. Это противоречит пути Неба. Лучше я повернусь и отступлю, покажу, что я слаб, восславлю богов Неба, богов Земли, со спины мне божество Солнца силу придаст, буду нападать, на собственную тень ступая. Тогда, и не обагряя меч кровью, я непременно одержу победу над врагом» (пер. Л. М. Ермаковой). Ни в буддизме, ни в китайской религиозно-философской традиции восток не имеет того значения, которое он приобрел в Японии. Как свидетельствует вышеприведенный мифологический эпизод, для японской традиции характерно понимание восточного, солнечного направления как несчастливого, сулящего поражение, если быть обращенным к нему лицом. Вполне возможно, что это была одна из причин, по которой правители Японии пожелали «заложить» эту магическую мину под Китай и Корею: ведь чтобы «увидеть» Японию с континента, следовало обратиться лицом к востоку. Провокационный характер нового названия страны косвенно явствует и из записи китайской хроники «Суйшу», в которой сообщается, в какое негодование пришел китайский император при получении послания императрицы Суйко, в котором Ямато ассоциирует себя с востоком («Сын Неба страны, где восходит солнце, обращается с посланием к Сыну Неба страны, где солнце заходит»). Обычно в этом эпизоде видят только уравнивание статуса правителей Китая и Японии, но представляется, что гнев китайского императора мог быть вызван и тем, что данная формулировка игнорирует «срединное» положение Китая в геополитической модели мира. 
Вместе с приобретением страной другого названия в начале VIII века Японией был сделан важный шаг в процессе становления самоидентификации государственной, что создавало в дальнейшем предпосылки и для самоидентификации этнической. На практике оба названия Японии длительное время сосуществовали (и даже сосуществуют ныне) параллельно, и двум иероглифам «ни» и «хон» зачастую приписывалось чтение «Ямато». Что касается обитателей архипелага, то следует иметь в виду, что еще в VIII веке корейская летопись «Самгук саги» называет обитателей архипелага «людьми Ва», а первое именование их как «японцев» (нихондзин — «люди Нихон») впервые встречается намного позднее в литературном памятнике рубежа XII—XIII вв. «Удзи сюи моногатари», где корейцы из Силла называют так человека, приплывшего туда из Японии. Начало широкого бытования термина нихондзин в среде самих японцев относится только к периоду Мэйдзи. Видимо, только начиная с этого времени можно говорить о реальном формировании японского этнического самосознания.

## Политика государства

Китайский император принимает иностранных послов, включая японского. Портреты периодического подношения, ок. 650 г.

Древнеяпонское государство Ямато было довольно агрессивным образованием. С IV по VI века яматоские монархи подчинили себе западные, центральные и большинство восточных земель острова Хонсю, завоевали остров Сикоку и поставили под свой контроль север острова Кюсю. С проникновением на Японский архипелаг китаецентричной политической философии, правители Ямато начали рассматривать соседние племена как варваров, которых необходимо «возвращать» под монаршую руку. С VI по IX века яматосцы вели постоянные войны на севере острова Хонсю с племенами эмиси (прото-айнами) и кумасо и хаято на юге Кюсю. Результатом такой политики стало уничтожение или ассимиляция этих племён.
Ямато также проводило активную внешнюю политику, в частности в Корее. Его постоянным союзником на полуострове было древнекорейское государство Пэкче, воевавшее против других соседей — древнекорейских государств Силла и Когурё. Весьма активной сферой влияния японцев на Корейском полуострове являлась также небольшая южнокорейская конфедерация Кая (позднее поглощённая Силла). Неоднократным вторжениям японцев на протяжении всей своей истории подвергалось государство Силла. Однако в 663 году, когда сначала пэкческие, а затем и посланные им на помощь экспедиционные японские войска были разгромлены коалиционными армиями Силла и Китая династии Тан, государство Пэкче прекратило своё существование, а придворная знать Пэкче эмигрировала в Японию. Потеряв таким образом главного союзника на континенте, японцы, умерив внешнеполитическую активность, отбросили амбиции относительно Корейского полуострова и сосредоточились на внутриполитических проблемах.